# Araǰin Xowmb 1992
L'Araǰin Xowmb 1992 è stata la 1ª edizione della seconda serie del campionato armeno di calcio. La stagione è iniziata nell'aprile del 1992 ed è terminata l'8 novembre successivo.

## Stagione

### Novità
Si tratta della prima edizione della seconda divisione del campionato armeno, a seguito del crollo dell'Unione Sovietica.

### Formula
Le venti squadre partecipanti, sono suddivise in due gruppi da dieci squadre ciascuno. Al termine di questi gironi, le prime tre classificate accedono alla successiva poule per il titolo, mentre le ultime sette alla poule per la permanenza nella seconda serie. La vincitrice della poule promozione, guadagna l'accesso alla Bardsragujn chumb 1993, le ultime due classificate della poule retrocessione, retrocedono ai campionati regionali.

## Classifiche

### Prima fase

#### Gruppo 1
|  | Pos. | Squadra        | Pt | G  | V  | N | P  | GF | GS | DR  |
|  | ---- | -------------- | -- | -- | -- | - | -- | -- | -- | --- |
|  | 1.   | Geghard        | 30 | 18 | 15 | 0 | 3  | 54 | 19 | +35 |
|  | 2.   | Araks Ararat   | 25 | 18 | 11 | 3 | 4  | 39 | 15 | +24 |
|  | 3.   | Aragats Gyumri | 25 | 18 | 11 | 3 | 4  | 37 | 14 | +23 |
|  | 4.   | Almaz          | 23 | 18 | 10 | 3 | 5  | 41 | 27 | +14 |
|  | 5.   | Hachn          | 22 | 18 | 8  | 6 | 4  | 32 | 25 | +7  |
|  | 6.   | Tufagorts      | 14 | 18 | 6  | 2 | 10 | 30 | 32 | -2  |
|  | 7.   | Vanadzor       | 13 | 18 | 5  | 3 | 10 | 17 | 31 | -14 |
|  | 8.   | Dinamo Erevan  | 12 | 18 | 2  | 8 | 8  | 20 | 27 | -7  |
|  | 9.   | RRUOR          | 11 | 18 | 2  | 7 | 9  | 19 | 39 | -20 |
|  | 10.  | Akhtala        | 5  | 18 | 1  | 3 | 14 | 18 | 68 | -50 |

Legenda:
      Ammesse alla Poule scudetto
      Ammesse alla Poule retrocessione
Note:
Due punti a vittoria, uno a pareggio, zero a sconfitta.

#### Gruppo 2
|  | Pos. | Squadra             | Pt | G  | V  | N | P  | GF | GS | DR  |
|  | ---- | ------------------- | -- | -- | -- | - | -- | -- | -- | --- |
|  | 1.   | Karin               | 27 | 18 | 11 | 5 | 2  | 52 | 25 | +27 |
|  | 2.   | Kumayri             | 24 | 18 | 11 | 2 | 5  | 33 | 18 | +15 |
|  | 3.   | Artashat            | 23 | 18 | 10 | 3 | 5  | 39 | 23 | +16 |
|  | 4.   | Luys-Ararat         | 21 | 18 | 8  | 5 | 5  | 27 | 23 | +4  |
|  | 5.   | Urmia               | 20 | 18 | 7  | 6 | 5  | 25 | 16 | +9  |
|  | 6.   | Kayen Ijevan        | 17 | 18 | 7  | 3 | 8  | 25 | 24 | +1  |
|  | 7.   | Lernagorts Vardenis | 16 | 18 | 6  | 4 | 8  | 31 | 36 | -5  |
|  | 8.   | Mush Charentsavan   | 12 | 18 | 5  | 2 | 11 | 24 | 44 | -20 |
|  | 9.   | Momik               | 11 | 18 | 3  | 5 | 10 | 17 | 43 | -26 |
|  | 10.  | Dvin Hrazdan        | 9  | 18 | 3  | 3 | 12 | 17 | 40 | -23 |

Legenda:
      Ammesse alla Poule scudetto
      Ammesse alla Poule retrocessione
Note:
Due punti a vittoria, uno a pareggio, zero a sconfitta.

### Seconda fase

#### Poule promozione
|  | Pos. | Squadra        | Pt | G  | V | N | P  | GF | GS | DR  |
|  | ---- | -------------- | -- | -- | - | - | -- | -- | -- | --- |
|  | 1.   | Araks Ararat   | 18 | 10 | 9 | 0 | 1  | 37 | 12 | +25 |
|  | 2.   | Aragats Gyumri | 16 | 10 | 8 | 0 | 2  | 15 | 5  | +10 |
|  | 3.   | Karin          | 11 | 10 | 5 | 1 | 4  | 19 | 15 | +4  |
|  | 4.   | Artashat       | 8  | 10 | 4 | 0 | 6  | 16 | 26 | -10 |
|  | 5.   | Kumayri        | 7  | 10 | 3 | 1 | 6  | 14 | 20 | -6  |
|  | 6.   | Geghard        | 0  | 10 | 0 | 0 | 10 | 6  | 29 | -23 |

Legenda:
      Promossa in Bardsragujn chumb 1993
Note:
Due punti a vittoria, uno a pareggio, zero a sconfitta.

#### Poule retrocessione
|  | Pos. | Squadra             | Pt | G  | V  | N | P  | GF | GS | DR  |
|  | ---- | ------------------- | -- | -- | -- | - | -- | -- | -- | --- |
|  | 7.   | Luys-Ararat         | 38 | 26 | 17 | 4 | 5  | 61 | 25 | +36 |
|  | 8.   | Almaz               | 37 | 26 | 17 | 3 | 6  | 71 | 42 | +29 |
|  | 9.   | Kayen Ijevan        | 36 | 26 | 17 | 2 | 7  | 52 | 29 | +23 |
|  | 10.  | Mush Charentsavan   | 31 | 26 | 14 | 3 | 9  | 60 | 40 | +20 |
|  | 11.  | Lernagorts Vardenis | 28 | 26 | 12 | 4 | 10 | 51 | 45 | +6  |
|  | 12.  | Hachn               | 27 | 26 | 9  | 9 | 8  | 19 | 44 | -5  |
|  | 13.  | Urmia Masis         | 26 | 26 | 10 | 6 | 10 | 41 | 33 | +8  |
|  | 14.  | Vanadzor            | 25 | 26 | 11 | 3 | 12 | 35 | 38 | -3  |
|  | 15.  | RRUOR               | 25 | 26 | 9  | 7 | 10 | 45 | 49 | -4  |
|  | 16.  | Dinamo Erevan       | 25 | 26 | 8  | 9 | 9  | 37 | 42 | -5  |
|  | 17.  | Tufagorts           | 21 | 26 | 8  | 5 | 13 | 41 | 59 | -18 |
|  | 18.  | Momik               | 17 | 26 | 5  | 7 | 14 | 28 | 52 | -24 |
|  | 19.  | Akhtala             | 15 | 26 | 6  | 3 | 17 | 41 | 72 | -31 |
|  | 20.  | Dvin Hrazdan        | 13 | 26 | 4  | 5 | 17 | 27 | 59 | -32 |

Legenda:
      Retrocessa nelle divisioni regionali
Note:
Due punti a vittoria, uno a pareggio, zero a sconfitta.